# Torre del Merino

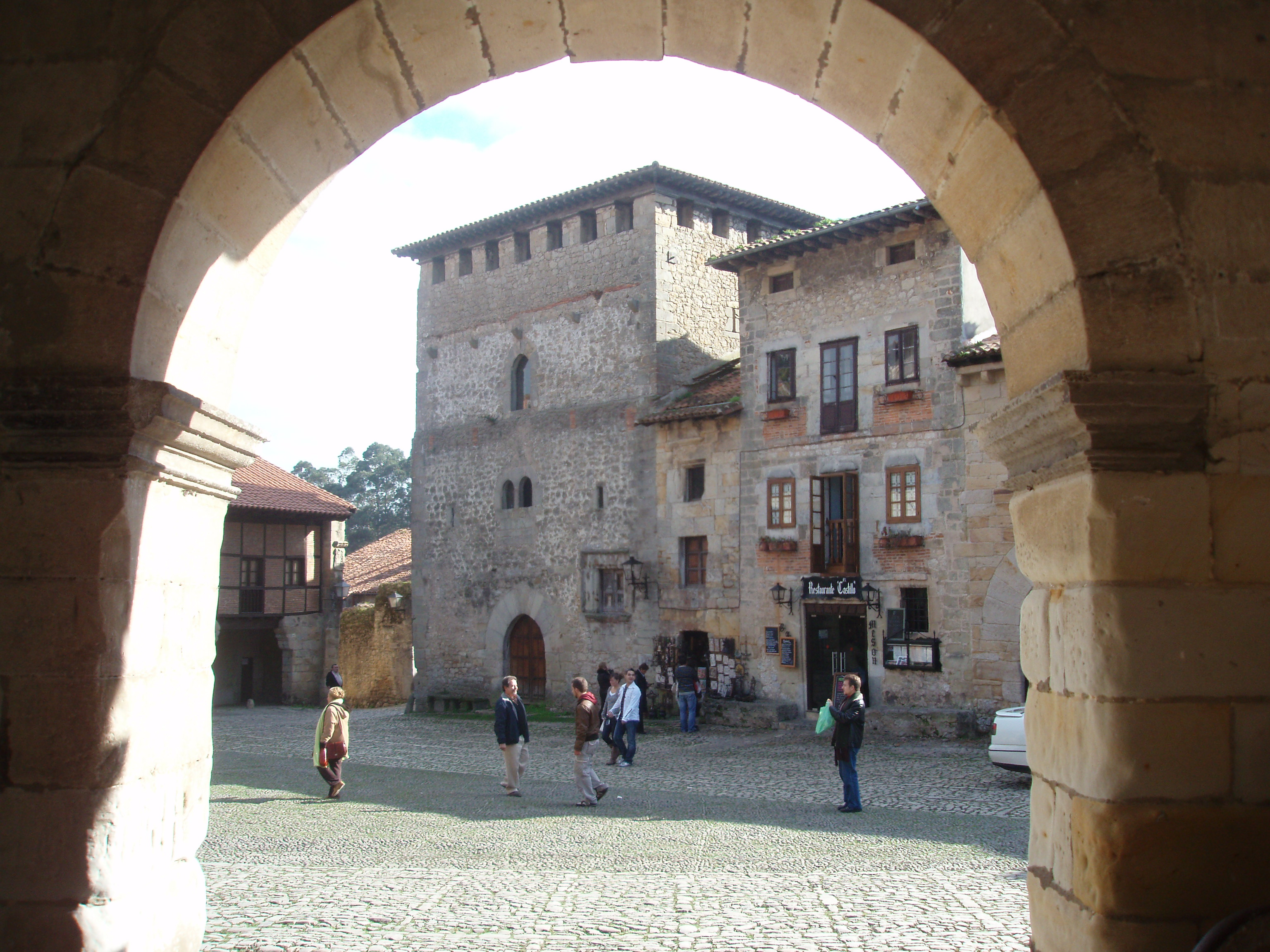
Vista de la torre des de les porxades de la plaça.

La torre del Merino, anomenada de vegades la torrona, és una construcció gòtica emmerletada situada entre la plaça civil -antiga plaça del mercat, avui Ramón Pelayo- de Santillana del Mar (Cantàbria) i el carrer de Lindas, probablement bastida a finals del segle xiii, i remodelada en certs aspectes als segles xiv i xv; uns altres apunten com a data inicial de construcció el segle xiv. Es creu que va ser construïda per l'Estat pel merino de les Astúries de Santillana, iniciant el procés d'urbanització entorn de la plaça civil de Santillana en contraposició a la religiosa, on hi ha la col·legiata. A més de residència complia una funció militar. Avui la torre està acuradament restaurada, existint una primitiva estructura interior de fusta, i destinada a museu. Ja el 1927 se n'havia executat una restauració bastant acurada. La principal transformació contemporània és la transformació dels merlets en finestres i l'execució d'una coberta a quatre aigües sobre ella, igual que ha succeït en moltes altres torres emmerletades espanyoles. Juntament amb tota la vila de Santillana, és bé d'interès cultural com a conjunt històric.
Està feta de maçoneria amb cantonades de carreus. Posseeix sageteres, i finestres obertes en períodes més moderns. Construïda en pedra, l'estructura interior va ser originalment de fusta, així com el cadafal, les restes del qual encara es conserven. Antigament va posseir barbacana, però només se'n conserven els forats de sortida.
La torre va passar a ser propietat de la família nobiliària dels Barreda, que hi han deixat el seu escut al costat, i posteriorment dels Güell, marquesos de Comillas. La propietat de Barreda no estranya, ja que el càrrec de merino major d'aquestes Astúries solia pertànyer-los.